# Lidia López
Lidia María López Amador (2000, Cortés, Honduras) es una financista, directora de proyectos, oradora y política de nacionalidad hondureña. A sus 20 años se convirtió la candidata más joven de Honduras para las elecciones internas y primarias 2021.

## Biografía y carrera
Lidia López nació en Siguatepeque el departamento de Comayagua en el año 2000. A los 12 años de edad se involucró en el voluntariado, participando en distintas organizaciones de obras sociales. Formó parte del Club Interact, ocupó varios puestos en la Cámara Junior Internacional, actualmente es miembro de la JCI San Pedro Sula. Fundó en el 2014 el Círculo Juvenil de Oratoria y Liderazgo, organización que realiza capacitaciones gratuitas para jóvenes en temas de habilidades blandas.
Realizó sus estudios de finanzas en la Universidad Tecnológica Centroamericana. Desde el 2012 se involucró en el Partido Liberal de Honduras, llegando a ocupar el cargo de secretaria departamental de la juventud desde el 2017 hasta el 2021. En 2020 anunció su precandidatura como diputada por el departamento de Cortés, por el movimiento "Recuperar Honduras", con Luis Zelaya como candidato presidencial.
Realizó sus estudios de maestría en Dirección de Empresas y Gestión de Proyectos en EUDE Business School de Madrid España; universidad de la cual tiene una especialidad en riesgos empresariales y de crédito.
En la Municipalidad de San Pedro Sula trabajó como Analista Financiero de la Dirección de Planificación, posteriormente se desempeñó como Asistente de la Gerencia Financiera y luego como Analista Financiero de la Municipalidad.
En el 2023 se convirtió en fundadora de Financial Strategic Advisors (FINSA), empresa consultora en servicios de fusiones y adquisiciones, valoración de empresas y análisis de inversiones. Pionera en el país en la realización de procesos de valoración intrínseca de marcas. Además se desempeña como Project Manager en la empresa Inversiones Diamante Negro S.A. de C.V. 
Fue ganadora del premio Yo Empredo auspiciado por la Youth Action Net a través de la Universidad Tecnológica Centroamericana (UNITEC) y la Universidad Latina de Costa Rica.

## Premios y reconocimientos
- 2018 - Premio Nacional Yo Emprendo Youth Action (UNITEC).[12][8]
- 2019 - Mejor directora de proyectos JCI Merendón.
- 2019 - Ganadora nacional del torneo de Oratoria de la JCI Honduras.